# نازی‌آباد (منوجان)
نازی‌آباد، روستایی از توابع بخش مرکزی شهرستان منوجان در استان کرمان ایران است.

## جمعیت
این روستا در دهستان قلعه قرار دارد و براساس سرشماری عمومی نفوس و مسکن در سال ۱۳۹۵، جمعیت آن برابر با ۱۵۱ نفر (۳۷ خانوار) بوده‌است.

## ویژگی‌ها

### شغل
شغل اکثر اهالی این روستا کشاورزی و باغداری می‌باشد.

### گویش
این منطقه دارای گویش تیابی می‌باشد. که از دیرباز در گویش محلی؛ اهالی این روستا به تیابی و نام روستا به ریگ رئیسون شهرت یافته‌است.